# Császáramazon
A császáramazon (Amazona imperialis) a madarak osztályának papagájalakúak (Psittaciformes)  rendjébe és a papagájfélék (Psittacidae) családjába és az araformák (Arinae) alcsaládjába tartozó faj.

## Rendszerezése
A fajt Charles Wallace Richmond amerikai ornitológus írta le 1899-ben.

## Előfordulása
A Kis-Antillákhoz tartozó, Dominikai Közösség területén honos, a szigetország nemzeti madara. Természetes élőhelyei a szubtrópusi és trópusi síkvidéki és hegyi esőerdők. Állandó, nem vonuló faj.

## Megjelenése
Testhossza 45 centiméter.

## Életmódja
Tápláléka gyümölcsökből, magvakból, virágokból és levelekből áll. Fészkét faüregekbe rakja.

## Természetvédelmi helyzete
Az elterjedési területe nagyon kicsi, egyedszáma 1-49 példány közöttire csökkent az emberek és a hurrikánok miatt. A Természetvédelmi Világszövetség Vörös listáján súlyosan veszélyeztetett fajként szerepel.